# Oszillatorstärke
Die dimensionslose Oszillatorstärke {\displaystyle f} kennzeichnet die Stärke der Kopplung eines Übergangs zwischen zwei bestimmten Quantenzuständen (z. B. eines Atoms) und elektromagnetischer Strahlung.
Die Bezeichnung stammt aus dem halbklassischen Modell eines harmonisch an den Atomrumpf gebundenen Elektrons, welches durch das elektrische Feld zu Schwingungen angetrieben wird (Lorentz-Oszillator-Modell).
Die Oszillatorstärke ist verknüpft mit dem quantenmechanischen Wirkungsquerschnitt {\displaystyle \sigma (\lambda )} durch:
{\displaystyle f={\frac {4\cdot m_{\mathrm {e} }\cdot c^{2}\cdot \epsilon _{0}}{e^{2}}}\cdot \int {\frac {1}{\lambda ^{2}}}\,\sigma (\lambda )\,d\lambda }
mit
- {\displaystyle m_{\mathrm {e} }}: Elektronenmasse
- {\displaystyle c}: Lichtgeschwindigkeit
- {\displaystyle \epsilon _{0}}: elektrische Feldkonstante
- {\displaystyle e}: Elementarladung
- {\displaystyle \lambda }: Wellenlänge.

Es gilt die Thomas-Reiche-Kuhn-Summenregel.